# Mitchel Steenman
Mitchel Steenman (ur. 17 czerwca 1984 w Dirksland) – holenderski wioślarz, brązowy medalista mistrzostw świata, mistrz Europy. Reprezentant Holandii w wioślarskiej ósemce podczas Letnich Igrzysk Olimpijskich w Pekinie.

## Osiągnięcia
| Rok  | Impreza              | Miejsce          | Konkurencja          | Lokata      |
| ---- | -------------------- | ---------------- | -------------------- | ----------- |
| 2005 | Mistrzostwa świata   | Gifu             | ósemka               | 8. miejsce  |
| 2006 | Mistrzostwa świata   | Eton             | dwójka bez sternika  | 13. miejsce |
| 2007 | Mistrzostwa świata   | Monachium        | ósemka               | 10. miejsce |
| 2008 | Igrzyska olimpijskie | Pekin            | ósemka               | 4. miejsce  |
| 2009 | Mistrzostwa świata   | Poznań           | ósemka               | 3. miejsce  |
| 2010 | Mistrzostwa Europy   | Montemor-o-Velho | czwórka bez sternika | 8. miejsce  |
| 2010 | Mistrzostwa świata   | Hamilton         | czwórka bez sternika | 11. miejsce |
| 2011 | Mistrzostwa Europy   | Płowdiw          | jedynka              | 6. miejsce  |
| 2012 | Igrzyska olimpijskie | Londyn           | ósemka               | 5. miejsce  |
| 2012 | Mistrzostwa Europy   | Varese           | dwójka bez sternika  | 1. miejsce  |
| 2013 | Mistrzostwa Europy   | Sewilla          | dwójka bez sternika  | 3. miejsce  |
| 2013 | Mistrzostwa świata   | Chungju          | dwójka bez sternika  | 3. miejsce  |